# تويفو كاركي

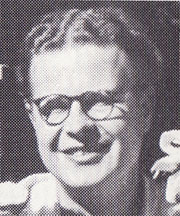
تويفو كاركي

تويفو كاركي (Toivo Kärki؛ بيركالا، 3 ديسمبر 1915 - هلسنكي، 30 أبريل 1992) ملحن فنلندي و منتج موسيقي و منظم ، يذكر خصوصاً بتعاونه مع رينو هليسما.
سجل كاركي ما يقرب من 1400 لحن ، وكثير منها لها عدة إصدارات ، وكتب المئات من الأغاني غير المسجلة. ووضع الموسيقى لنحو 50 فيلما ، العديد من المنوعات المسرحية والمسرحيات مسرحية كوميدية والراديو. كما رتبت له عدد كبير من الأغاني التي كتبها شخص آخر. تدرب العديد من معظم فنلندا المهم الشاعرين الموسيقى الشعبية. وخلال حياته المهنية ، ساعد في الحصول على عشرات من المطربين بدأت في هذه الصناعة ، وكثير منها ما زالت نشطة حتى يومنا هذا.

## روابط خارجية
- تويفو كاركي على موقع IMDb (الإنجليزية)
- تويفو كاركي على موقع ميوزك برينز (الإنجليزية)
- تويفو كاركي على موقع قاعدة بيانات الأفلام السويدية (السويدية)
- تويفو كاركي على موقع ديسكوغز (الإنجليزية)
- تويفو كاركي على موقع قاعدة بيانات الفيلم (الإنجليزية)
- تويفو كاركي على موقع كينوبويسك (الروسية)